# دائرة جامعة
دائرة جامعة هي إحدى دوائر ولاية المغير في الجزائر. بلغ عدد سكانها 89,880 نسمة وفقًا لتعداد عام 2008.
1. ↑  "Population: El Oued Wilaya" (PDF) (بالفرنسية). Office National des Statistiques Algérie. Archived from the original (PDF) on 2025-03-30. Retrieved 2013-02-13.